# 臺北鐵道
台北鐵道株式會社，前身為台北鐵道會社，為台灣日治時期內地籍移民於台灣北部地區投資創建的私營鐵路株式會社，主要經營新店線（俗稱萬新鐵路）以及若干台車軌道路線。
台北鐵道會社創立於1896年8月12日，是由東京商人澁谷嘉助發起，資本額合約日幣90萬圓。惟因募款困難，該會社興建新店線的計劃告終。1919年，因受其他私營鐵路興建完成激勵，新店線興建計劃捲土重來， 由台灣總督府評議員古賀三千人籌組企劃；同樣以新店線營運興建為目的的私營鐵道會社成立，惟名稱另取為台北鐵道株式會社，總社設於台北市新富町五丁目50番地。
1945年，台灣日治時期結束，台北鐵道株式會社改制為台北鐵路公司。1949年，台北鐵路公司及其經營之新店線均遭台灣鐵路管理局收購。

## 成立歷程
1895年，台灣日治時期開啟，為了聯絡南北交通，台灣總督府特地輔佐日本民間成立兩私鐵會社。這兩會社，一家為以修築台灣縱貫鐵路為主，由岡部長職與安場保所籌設的台灣鐵道株式會社，另一家則為台北鐵道會社。其中，台灣鐵道株式會社因故於1898年裁撤解散，改制為台灣總督府鐵道部。
台北鐵道會社主要目的為測量修築淡水線與新店線，同樣因募資不臻理想，台北萬華至台北新店的新店線鐵路與淡水線都未如期開工。其中，台北鐵道會社測量完峻，以原縱貫淡水線為基礎的新淡水線則順利由台灣總督府接手興建改為官營，並於1900年8月開工，1901年8月順利完工。
1920年代初期，受到基隆富商顏欽賢獨資建造台陽礦業株式會社石底線成功所激勵，台北鐵道株式會社捲土重來，重新興築縱貫線新店支線。該全長10.4公里；通車改名為新店線的鐵道支線於1921年3月試車，4月正式營運。1931年，新店線延長至文山郡役所，增為10.7公里。
後來曾經有台北裏線的構想，計畫由景尾分歧、經由深坑，穿越台北盆地的山地，連接平溪線的菁桐坑（也就是日後的菁桐），但在資金等問題之下成為空談。

## 路線
分為鐵道線（即新店線）以及軌道線（人力台車）

### 新店線
| 車站名稱 | 營業里程 |  | 車站名稱   | 營業里程 |
| -------- | -------- |  | ---------- | -------- |
| 萬華     | －       |  | 製罈會社前 | 6.5      |
| 堀江     | 0.5      |  | 景尾       | 6.8      |
| 馬場町   | 1.1      |  | 二十張     | 7.6      |
| 螢橋     | 1.9      |  | 公學校前   | 8.0      |
| 古亭町   | 2.6      |  | 大坪林     | 8.5      |
| 仙公廟   | 3.4      |  | 七張犁     | 9.0      |
| 水源地   | 3.9      |  | 新店       | 10.4     |
| 公館     | 4.5      |  | 郡役所前   | 10.7     |
| 十五分   | 5.8      |  |            |          |

### 台車軌道線
1921年時臺北鐵道經營2條軌道線。臺車除了載客外，主要運送米、煤、茶等，共有臺車86輛。客貨物於景尾、十五分轉乘新店線：
- 深坑線（景尾＝石碇）全長10.6哩
- 十五分線（景尾＝十五分）全長1.0哩

## 頂峰
台北鐵道株式會社於1930年代達到頂峰，新店線營運除了台北盆地南緣的煤礦運送開採與農林產品、茶葉輸出之外，也兼營一般定期客貨運輸。與台灣主要鐵道幹線縱貫線相同，台北鐵道所擁新店線之軌距為1067釐米，軌重多約30－37kg/ｍ，行車速度則每小時平均可達30公里。軌枕枕木大多採用台灣本土所產檜木、油浸木、雜木。
台北鐵道運轉所用機車及配材大部為日本內地製造，小部份為位於北門之客車場配製研發，該路線共配置包含6、7號蒸汽機車與ST10、ST11蒸汽動力客車。在客車方面，則有二等24人座、20人座、三等50人及48人座、42人座等共將近十輛客車。
在車票發行方面，台北鐵道株式會社所用票證，除了文字底紋是使用代表日本私鐵的RC或RJC外，格式、顏色均與鐵道部相同。除此，除了基本的片道乘車劵（單程票）和往復乘車劵（來回票）之外，亦有發行回數乘車劵（回數票）、學生定期乘車劵和補助切符（輔助車票，包括招呼站專用券等）。

## 裁撤
1945年，台灣日治時期結束，原有股東及工作人員全數遣返日本；同年年末，台北鐵道株式會社改制為台北鐵路公司，為民營鐵路，並恢復支線經營權。1949年，台北鐵路公司及所經營的新店線均由台灣鐵路管理局收購。

## 備註
- 台北鐵道會社與台北鐵道株式會社雖名稱極為類似，但成立時間與發起人均不同。
- 《文山郡管內要覽》之萬新鐵路亦稱「萬華－新店線」。